# Ben McAdoo
Pour les articles homonymes, voir McAdoo.
Ben McAdoo (né le 9 juillet 1977) est un Américain, entraîneur de football américain.
Il a notamment été, en 2016 et 2017, à la tête de la franchise des Giants de New York évoluant en NFL après y avoir été coordinateur offensif sous les ordres de Tom Coughlin en 2014 et 2015. Après avoir mis QB Eli Manning sur le banc et perdu en 12e semaine, il est licencié le 4 décembre 2017, la franchise affichant un mauvais bilan partiel de 2 victoires pour 10 défaites. Avant d'arriver aux Giants, il avait officié comme assistant entraîneur dans diverses franchises telles les Saints de La Nouvelle-Orléans, les 49ers de San Francisco et les Packers de Green Bay.

## Sa jeunesse
McAdoo voit le jour à Homer City en Pennsylvanie. Il est diplômé du lycée Homer-Center Junior/Senior en 1995. McAdoo entre à l'Université d'Indiana en Pennsylvanie (IUP) et y obtient un diplôme en santé et éducation physique. Plus tard, il obtient son diplôme de maîtrise en kinésiologie à l'Université d'État du Michigan.

## Carrière d'entraîneur
Lorsqu'il se trouve à l'Université d'Indiana en Pennsylvanie (IUP), McAdoo commence à travailler comme assistant de l'entraîneur principale de l'équipe de football américain. Il est dans son année sophomore. Il retourne ensuite au lycée Homer-Center (son alma mater) comme entraîneur assistant pendant les saisons 1996 et 1997. Il passe ensuite assistant auprès de l'équipe de Indiana Area School District de 1998 à 1999.
McAdoo obtient avec la plus haute distinction (summa cum laude) son graduat en santé et éducation physique.
Il obtient sa maîtrise en kinésiologie au sein de l'Université d'État du Michigan tout en devenant l'assistant de l'entraîneur principal Bobby Williams (en) des Spartans de Michigan State évoluant en NCAA. Au cours de la saison 2001, McAdoo obtien son premier poste d'entraîneur universitaire comme assistant diplômé pour l'attaque et les équipes spéciales.
En 2002, McAdoo devient entraîneur de la ligne offensive et des tight ends pour les Stags de Fairfield de l'Université de Fairfield. Le programme de football américain de l'université cesse néanmoins ses activités l'année suivante,. McAdoo rejoint dès lors en 2003 l'équipe des Panthers de Pittsburgh dirigés par l'entraîneur principal Walt Harris (en). L'équipe accède au Continental Tire Bowl de 2003,.
Après avoir accepté initialement le poste d'assistant entraîneur des Zips d'Akron, McAdoo se ravise et rejoint le staff de l'entraîneur principal Jim Haslett (en) des Saints de la Nouvelle-Orléans évoluant en NFL. Il y occupe le poste d'entraîneur responsable du contrôle de la qualité de l'attaque sous les ordres du coordinateur offensif de l'équipe, Mike McCarthy,.
Lors du camp d'entraînement de 2005, McAdoo dirige les tight ends et les tacles offensifs de l'équipe des Cardinal de Stanford mais s'engage finalement avec les 49ers de San Francisco comme assistant de la ligne offensive et responsable du contrôle de la qualité de l'attaque rejoignant Mike McCarthy devenu entraîneur principal de l'attaque,.
En 2006, McCarthy devient entraîneur principal des Packers de Green Bay et McAdoo le suit y devenant entraîneur des tight ends. Il devient ensuite entraîneur des quarterbacks lors des saisons 2013 et 2013. En 2010, il remporte avec les Packers le Super Bowl XLV.

### Giants de New York (2014-présent)

#### Coordinateur offensif  (2014–2015)
En 2014, McAdoo rejoint le staff de Tom Coughlin comme coordinateur offensif des Giants de New York.
Lors des deux saisons à venir, il aura souvent aidé le quarterback Eli Manning à se produire à un niveau plus élevé.
Au terme de sa première année, il aura fait passer l'attaque, au niveau des points inscrits, de la 28e place (dirigée par le coordinateur offensif Kevin Gilbride (en)) à la 13e place.
En 2015, son attaque s'améliore encore et devient la 6e meilleure attaque NFL au nombre de points inscrits malgré les absences de plus ou moins longues durée à la suite de blessures des titulaires, Will Beatty (en) au poste de Tacle Gauche, Victor Cruz au poste de Wide receiver et Larry Donnell (en) au poste de Tight end.

#### Entraîneur principal (2016–2017)
Le 14 janvier 2016, McAdoo devient officiellement le 17e entraîneur principal de la franchise new-yorkaise.
Le 11 septembre 2016, McAdoo remporte son premier match officiel comme entraîneur principal en battant les Cowboys de Dallas 20 à 19. Les Giants terminent cette première saison sous les ordres de McAdoo avec un bilan de 11 victoires pour 5 défaites et retournent en playoffs pour la première fois depuis la saison 2011. Ils perdent en Wid card, 38 à 13, en déplacement chez les Packers de Green Bay.
Il est licencié le 4 décembre 2017, en même temps que le directeur général Jerry Reese (en) alors que la franchise affiche un bilan provisoire médiocre de 2 petites victoires pour 10 défaites.

### Ses entraîneurs principaux
Au cours de sa carrière, McAdoo a été sous les ordres des entraîneurs principaux de NFL suivants : 
- Jim Haslett (en), Saints de La Nouvelle-Orléans (2004)
- Mike Nolan (en), 49ers de San Francisco  (2005)
- Mike McCarthy, Packers de Green Bay  (2006–2013)
- Tom Coughlin, Giants de New York  (2014–2015)

## Vie privée
McAdoo est marié avec Toni originaire de Homer City. Ils ont eu une fille prénommée Larkin et un garçon prénommé BJ.

## Statistiques entraîneur principal
| Équipe             | Saison        | Saison régulière | Saison régulière | Saison régulière | Saison régulière | Saison régulière | Playoff | Playoff | Playoff | Playoff                                            |
| Équipe             | Saison        | V                | D                | N                | % V              | Classement       | V       | D       | % V     | Résultat                                           |
| ------------------ | ------------- | ---------------- | ---------------- | ---------------- | ---------------- | ---------------- | ------- | ------- | ------- | -------------------------------------------------- |
| Giants de New York | 2016          | 11               | 5                | 0                | 68,8             | 2e NFC Est       | 0       | 1       | 0       | Défaite face aux Packers de Green Bay en Wild Card |
| Giants de New York | 2017          | 2                | 10               | 0                | 16,7             | licencié         | -       | -       | -       | -                                                  |
| Totaux Giants      | Totaux Giants | 13               | 15               | 0                | 46,4             |                  | 0       | 1       | 0       |                                                    |